# Don Kosaken Chor Serge Jaroff

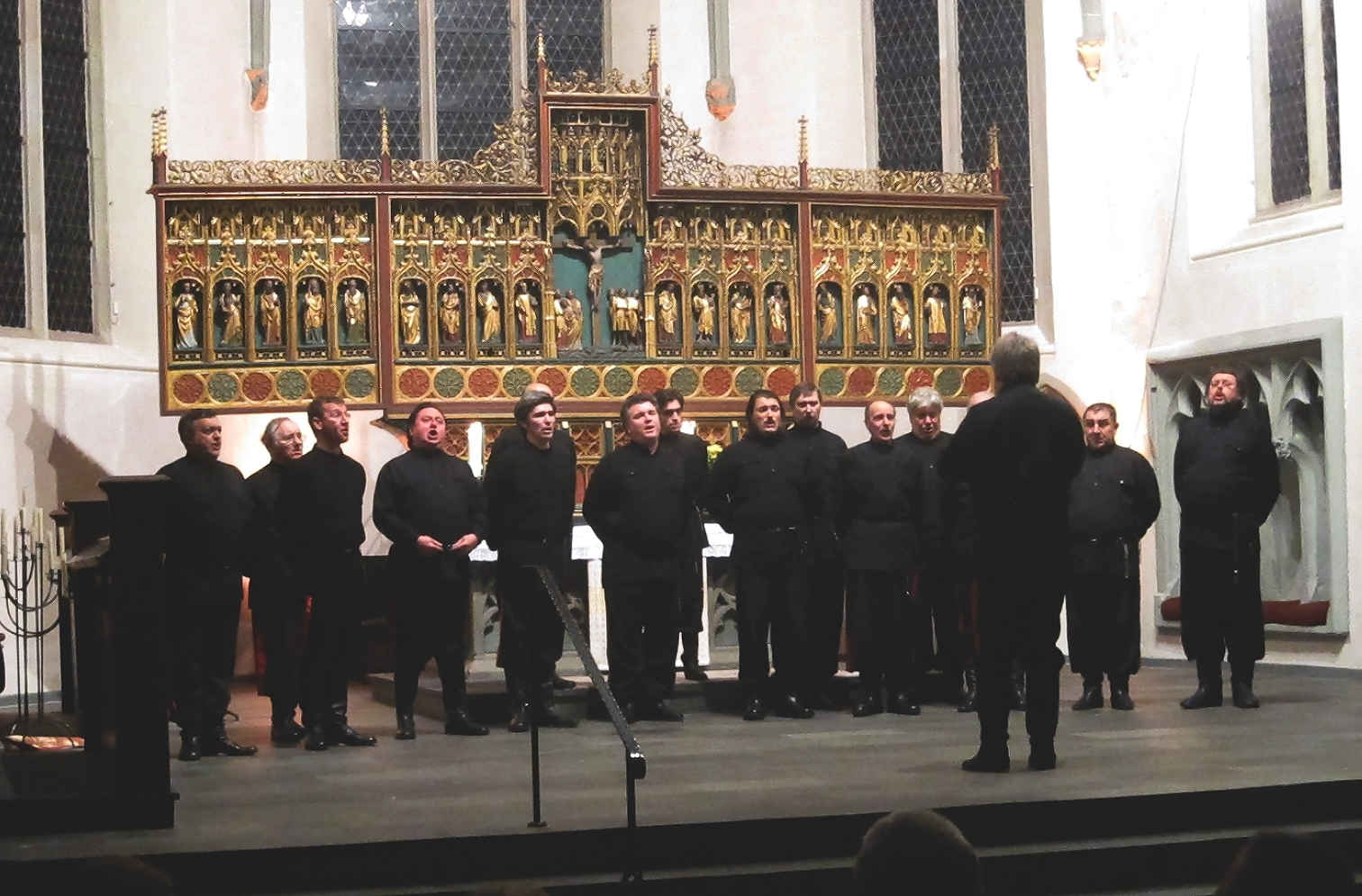
Don Kosaken Chor Serge Jaroff, Leitung Wanja Hlibka, bei einem Konzert im Januar 2012 in der Obersten Stadtkirche in Iserlohn

Den Don Kosaken Chor Serge Jaroff gründete der ausgebildete Sänger Serge Jaroff im Januar 1921 in einem Kriegsgefangenenlager zusammen mit dort lebenden Donkosaken. Aus der Unterhaltung der Mitgefangenen entwickelten sich schnell Erfolge und bald kamen Auftritte des Männerchors vor allem in Europa und den USA hinzu. Der Chor, der ausschließlich acapella singt, pflegte ein Repertoire, das insbesondere aus russischer Kirchenmusik, Volksmusik und Folklore bestand.

## Bandgeschichte
Nach der Vertreibung der Donkosaken 1920 durch die Rote Armee stellte Serge Jaroff seinen Chor erstmals 1921 in einem Internierungslager in der Türkei zusammen. Den Durchbruch erlebte der Chor als „Kirchenchor der Donkosaken“ am 4. Juli 1923 in der Hofburg zu Wien. Den gesamten Sommer 1923 hindurch füllte der Chor große Säle in Wien und im Anschluss in ganz Westeuropa.
In den 1930er Jahren war Berlin Sitz des Chores. 1939 wurde der Chor während einer USA-Tournee vom Beginn des Zweiten Weltkriegs überrascht und war zunächst wieder staatenlos. Später nahmen die Sänger die US-amerikanische Staatsbürgerschaft an und wählten New York City als Basis ihrer Arbeit.
Der Donkosakenchor gab am 20. März 1979 in Paris zum 83. Geburtstag von Serge Jaroff sein letztes Konzert in Europa, als letztes Lied auf der Bühne wurde Ich bete an die Macht der Liebe vorgetragen. Der Chor bestand aber offiziell noch bis 1981 unter Jaroffs Leitung weiter.
Serge Jaroff verstarb 1985 in Amerika. Wenige Monate vor seinem Tod hatte er das Recht, den Namen Don Kosaken Chor zu führen, an die Gastspieldirektion Otto Hofner GmbH, Köln, abgetreten.
Im Jahr 1986 fand sich der Chor noch einmal zu einer Tournee unter der Leitung seines langjährigen Solisten Michael Minsky zusammen, an der auch der Tenor Nicolai Gedda mitwirkte. Wegen des angegriffenen Gesundheitszustands von Minsky und weil Nicolai Gedda nicht jeden Tag singen wollte, blieb diese Tournee aber ein einmaliges Unterfangen.
Gab es schon zu Zeiten des Bestehens des Don Kosaken Chores mehrere Konkurrenzensembles, so bildeten sich nach der Auflösung nochmals mehrere Nachfolgeensembles. Einige davon wurden von Sängern des Originalchores gegründet.
Träger des geschützten Namens Don Kosaken Chor Serge Jaroff ist seit 2001 Wanja Hlibka. In seinem Ensemble sind um die 20 Sänger vereint. Da es aktuell ausschließlich Sänger aus der Ukraine sind, ist das Ensemble, bedingt durch ihren Einsatz im Zuge des russischen Überfalls auf die Ukraine, auf der Mitteleuropa-Tournee 2023/24 sichtlich dezimiert.

## Ton-/Bildträger
- Don Cossack Choir Serge Jaroff. DVD. Brilliant Classics 8892 (2007)
- Don Cossack Choir Serge Jaroff. DVD. SLAVA! Nr. 2013 (2012)

## Filmografie (Auswahl)
- 1955: Ja, ja, die Liebe in Tirol
- 1956: Das Donkosakenlied
- 1959: Alle Tage ist kein Sonntag
- 1970: Heintje – Mein bester Freund